# Paddy Whiskey
Paddy Whiskey is een Ierse whiskey die sinds 1879 wordt geproduceerd, aanvankelijk door de Ierse Cork Distilleries Company, voorheen Cork Distillery Company Old Irish Whiskey, en tegenwoordig door Irish Distillers. Paddy Old Irish Whiskey werd in 1912 vernoemd naar Paddy Flaherty, een succesvolle bedrijfsvertegenwoordiger.
Paddy Whiskey wordt drie keer gedistilleerd en gerijpt in eiken vaten gedurende maximaal zeven jaar. Het hoge moutgehalte zorgt ervoor dat Paddy een erg zachte whiskey is.
In het Ierland van de jaren 20 en 30 ging de verkochte whiskey in vaten van de distilleerderij naar de groothandelaren en vervolgens naar de caféhouders. Om te voorkomen dat de whiskey heimelijk zou worden aangelengd met water, waardoor de kwaliteit zou dalen, besloot de Cork Distilleries Company als een van de eerste om de whiskey te bottelen.